# Шемахинская-1
Шемахинская-1 (известная также как Сказ-1, Насиб-Таш) — крупная пещера карстового происхождения в Челябинской области. Одна из крупнейших пещер не только области, но и Урала, находится в Шемахинском карстовом поле. Возможно, образует единую систему ходов с пещерой Шемахинская-2
Встречаются названия Сказ-1, Насиб-Таш, до открытия пещеры Шемахинская-2 пещера Шемахинская-1 называлась просто Шемахинская.

## Описание
Пещера Шемахинская-1 расположена на правом берегу реки Нижняя Шемаха в двух километрах к юго-востоку от посёлка Сказ Нязепетровского района Челябинской области. Общая длина пещеры — 2229 метров, амплитуда — 20 метров, площадь пола — около 6000 м². Является частью ООПТ Шемахинское карстовое поле. Ближайшие ходы пещер Шемахинская-1 и Шемахинская-2 находятся на расстояние около 80 метров, и некоторые спелеологи считают, что эти пещеры образуют одну, но ход между ними не открыт из-за сложности прохождения.
Шемахинская-1 — одна из крупнейших обследованных пещер Урала и самая длинная на Среднем Урале и в Челябинской области. В 1960-е годы длина обследованного участка составляла 1660 м и считалась самой длинной пещерой в Челябинской области, в дальнейшем после обследования пещеры Сухая Атя (длина — 2700 м) в Ашинском районе заняла второе место по длине. После дополнительного изучения, а также обследования пещеры Данко (Сосновая) длиной 2840 м в Катав-Ивановском районе, по данным на 2020 год, длина обследованного участка пещеры Шемахинская-1 составляет 2229 м и занимает третье место по общей длине ходов. Река пещеры Шемахинская-1 одна из двух крупных подобных рек в России, наряду с рекой в пещере Красная (трёх на территории бывшего СССР, с учётом реки пещеры Абрскила (Отапская пещера) в Абхазии).
Шемахинская-1 относится к сложным для спелеологического прохождения пещерам, требует специального оборудования и навыков из-за обводнённости, наличия заполненных водой сифонов и гротов, отвесных участков, режима гидрологии. Она представляет определённую опасность для неподготовленных туристов, в том числе на начальном участке, при недостаточной толщине ледяного покрова на поверхности воды.
Пещера располагается в массивах рифового известняка девонского периода. Находится на переходном этапе развития от стадии пещерного потока к стадии пещерного озера, о чём свидетельствует сезонность водотока. Вода в пещере гидрокарбонатно-кальциевая с сезонностью содержания -HCO3 от 50 мг/л весной до 265 мг/л зимой, при этом содержание в подпитывающей приточной поверхностной воде весной составляет 40–50 мг/л. Одновременно, содержание способствующей разрушению породы углекислоты в воде составляет 20–40 мг/л весной и 1–2 мг/л в зимнее время.
Поляна у пещеры оборудована, стоят столики, есть место для костра.

## Галерея

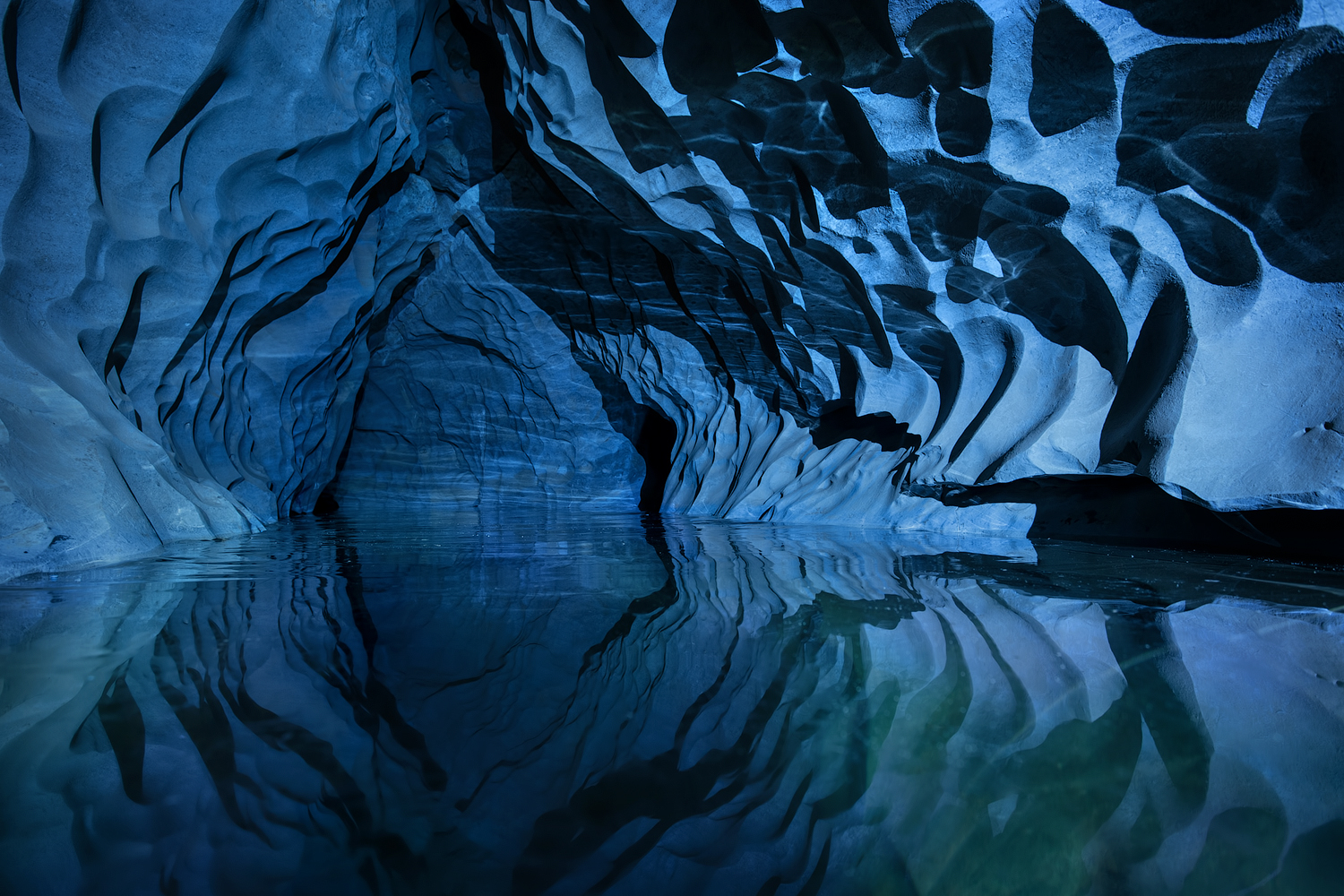
Пещера «Шемахинская-1». Лёд и стены в пещере
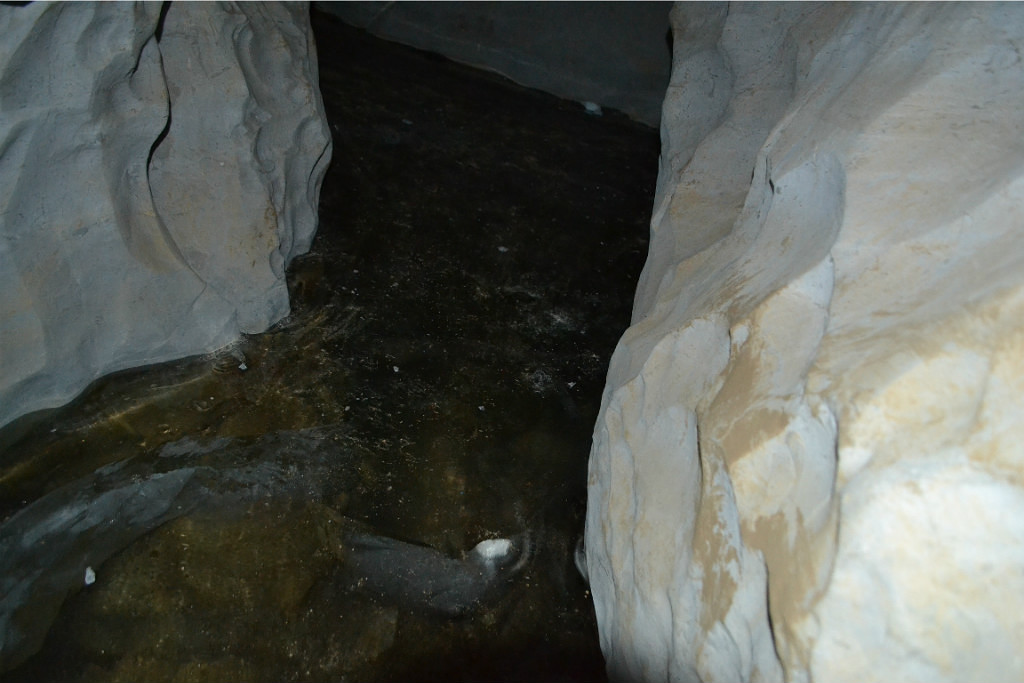
Пещера «Шемахинская-1». Через лёд и воду видно дно подземной реки и пещеры
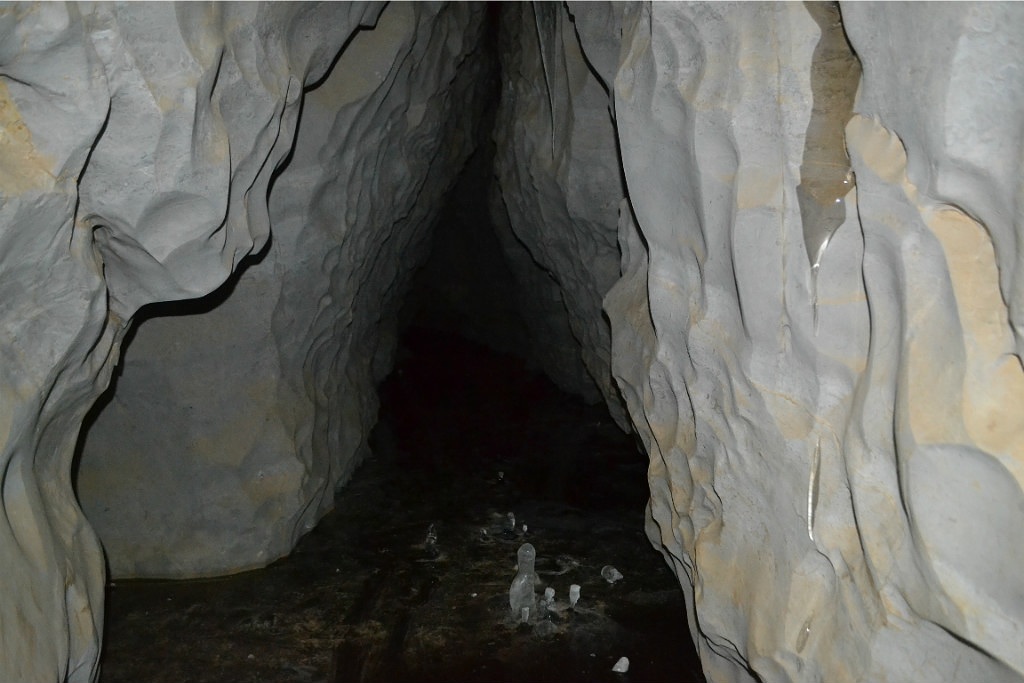
Пещера «Шемахинская-1». Рельеф стен пещеры сформирован потоком реки
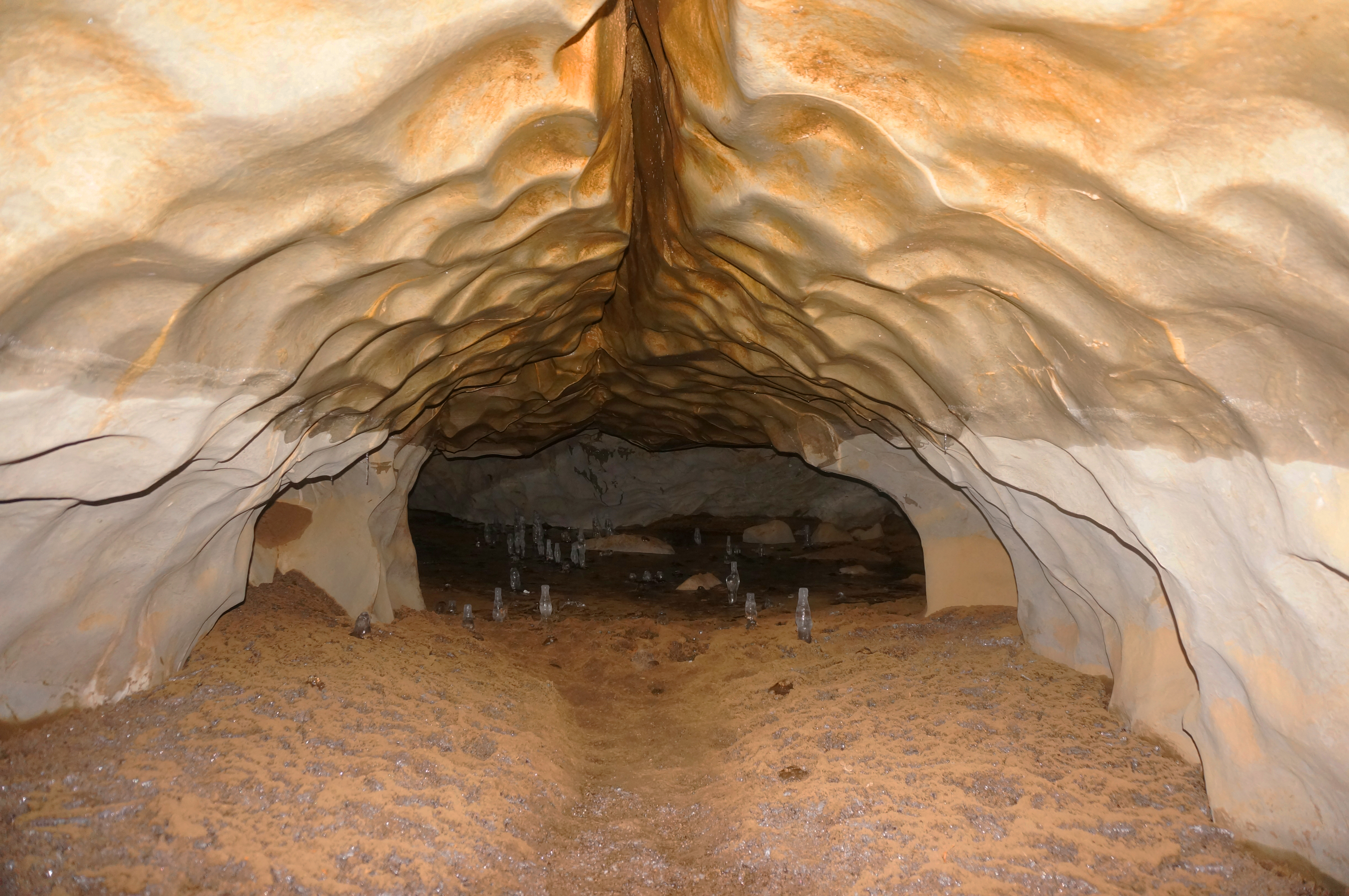
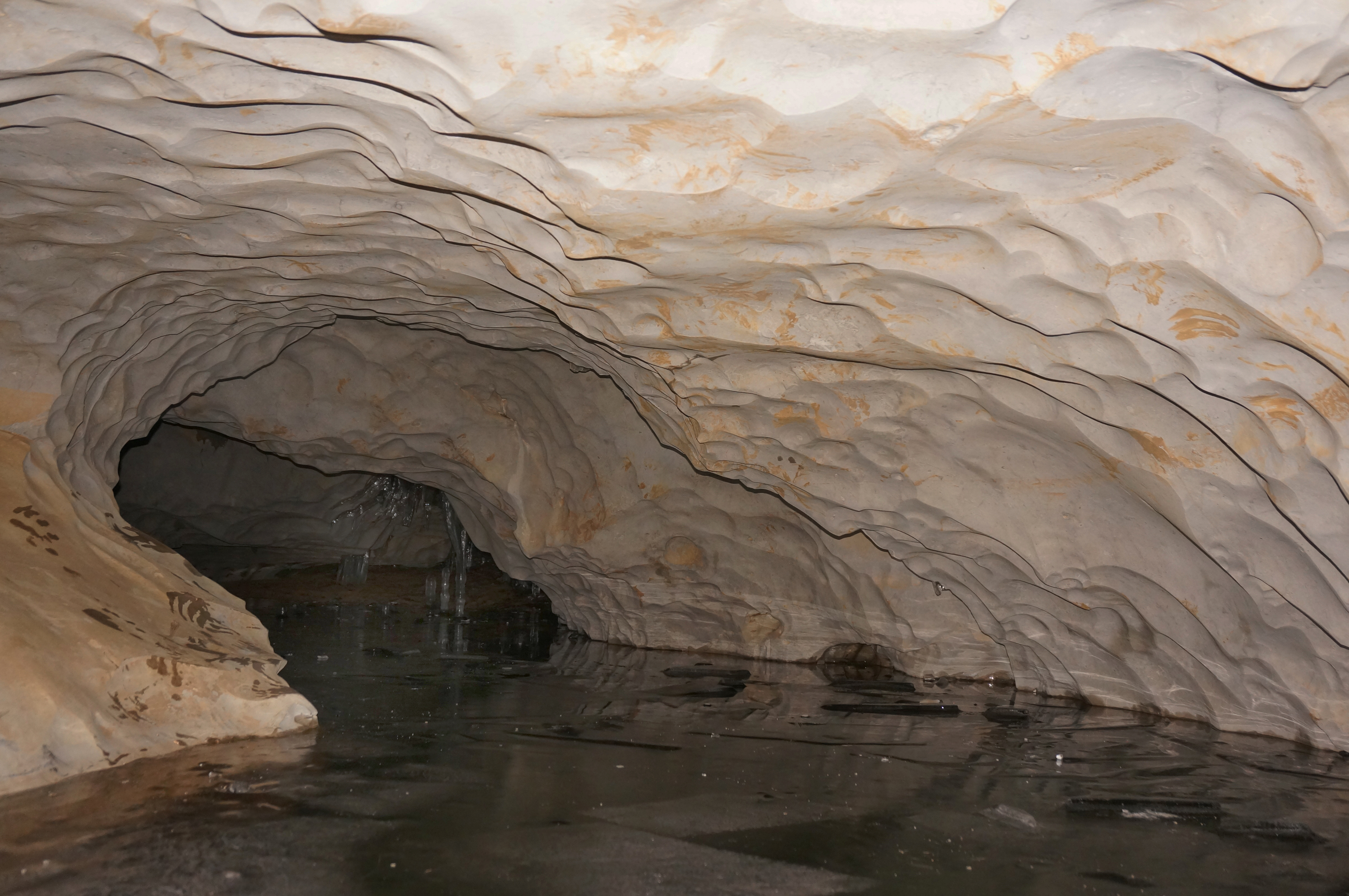
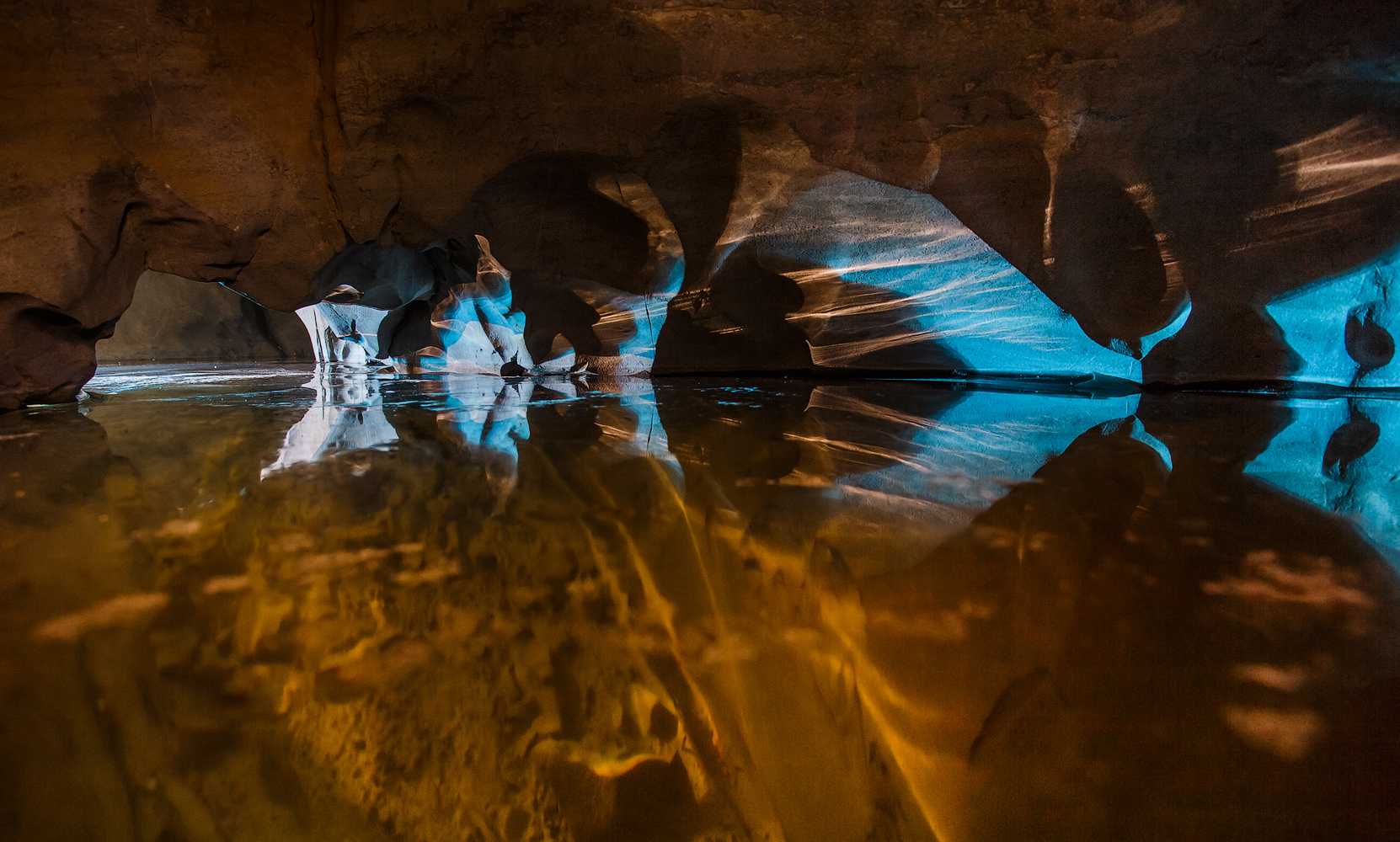